# 国立医薬品食品衛生研究所
国立医薬品食品衛生研究所（こくりついやくひんしょくひんえいせいけんきゅうしょ、National Institute of Health Sciences: NIHS）は日本の厚生労働省の施設等機関の一つ。 医薬品、医療機器、食品、化学物質についての品質、安全性、有効性についての調査・研究を実施する機関である。
調査・研究によって得られた結果は、安全性に関する国内外の情報とともにデータベース化されており、厚生労働省の薬事行政や他の研究機関での研究などに活用されている。
なお、1874年に設立された東京司薬場を源流としているため、日本国内で「最も古い国立試験研究機関」とされている。 所内には日本薬局方を創設したアントン・ヨハネス・ゲールツの記念碑がある。元々は上野の谷中天龍院に建立されたものを1974年に当時の世田谷庁舎の敷地内に移設したもので、後述する庁舎移転に伴い、2018年に現施設に移設された。

## 業務

### レギュラトリーサイエンス
国立医薬品食品衛生研究所の業務は、すべて国民生活に密接に関係しており、その成果は国民生活に還元される。換言すれば、科学技術の進歩によって生み出されたものを、真に国民の利益にかなうよう調整する役割、つまり、科学技術と人間との調和を保つための役割を担っている。 このような研究分野は、レギュラトリーサイエンスとよばれ、国立医薬品食品衛生研究所はこのレギュラトリーサイエンスの活発な展開を目指して日々の業務を遂行している。
レギュラトリーサイエンスは、前身の国立衛生試験所元所長の内山充により日本に紹介された学問分野で、科学技術と人間生活の調和・調整のための科学である。国立医薬品食品衛生研究所の業務は多岐にわたるが、いずれも、このレギュラトリーサイエンスの考え方に立脚するものである。国立医薬品食品衛生研究所はレギュラトリーサイエンス学会、医薬品医療機器レギュラトリーサイエンス財団との関係も深い。

### ICSCの翻訳
国際化学物質安全性計画が1988年から作成を開始した「国際化学物質安全性カード」（ICSC）について、国立医薬品食品衛生研究所が日本語版を作成している。

### 共同研究
多数の分析用試料を同一条件で均質に同時粉砕できる多試料粉砕機の開発を昭和薬科大学、独立行政法人食品総合研究所、安井器械との共同研究で実施している。
防衛省技術研究本部先進技術推進センターと生物剤検知システム分野における研究協力に関する取決めを締結している。

### 食品の安全性研究について
食品中のアクリルアミド問題や福島第一原発事故の放射能問題などにも取り組み、情報発信を行っている。
また、毒性部（小川幸男、関田清司、上野克典、井上達ら）がアガリクスについて調査したところ、キリンウェルフーズが販売する「キリン細胞壁破砕アガリクス顆粒」に発癌促進作用があることが判明した。2005年2月13日、厚生労働省はキリンウェルフーズに販売停止と回収を要請し、内閣府食品安全委員会に販売の可否を諮問した。キリンウェルフーズも厚生労働省の要請を受け入れ、当該商品の販売を停止し消費者から商品の回収を行った。なお、国立医薬品食品衛生研究所は当該商品以外のアガリクス製品に対しても同時に調査しているが、それらには発がんプロモーター作用は見られなかった。

## 沿革

### 前身組織

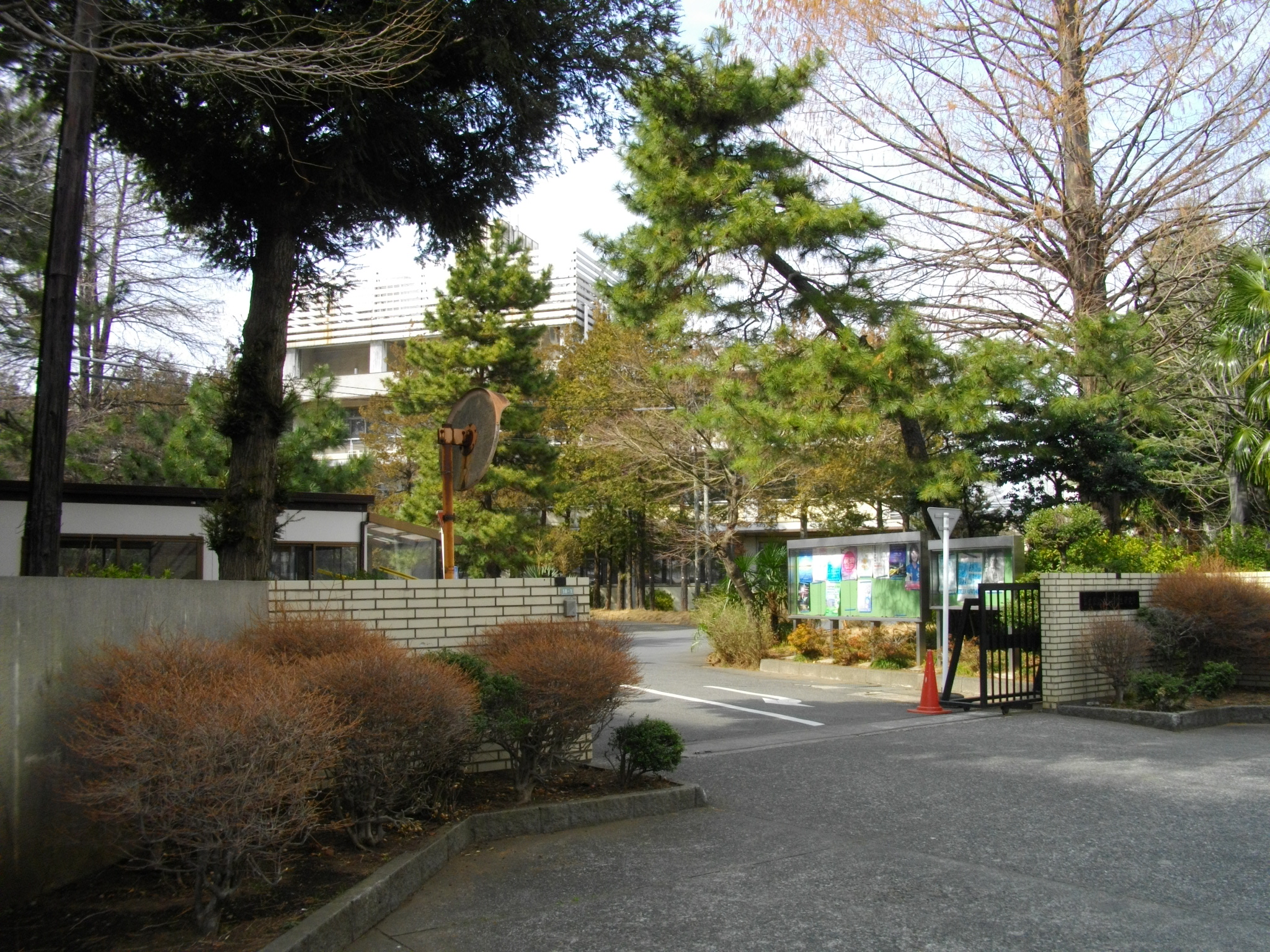
旧世田谷庁舎正門

日本薬局方の父でもあるオランダ人アントン・ヨハネス・ゲールツから初代衛生局長長與專齋への粗悪な輸入薬品の検査・取締りを行う司薬場（薬品試験所）の開設の提言をうけ、1874年に医薬品試験機関として、官営の東京司薬場（日本橋馬喰町、後に神田和泉町へ移転）が発足。また、食品分野についても、長崎司薬場、東京司薬場で活躍したヨハン・エイクマンによる先駆的な研究がなされている。1885年の半官半民の大日本製薬合資会社（後の、大日本製薬、現在の大日本住友製薬）設立には所長を務めた長井長義が初代社長として関与し、1891年まで所員を派遣するなど、日本における製薬産業の確立に関係が深い。1887年に東京衛生試験所と改称。1914年、第一次世界大戦の影響により、医薬品の輸入が途絶えたため、重要医薬品の製造を開始し、多くの医薬品の国産化に成功した。その結果、それまで輸入に依存していた日本の製薬産業の近代化の基盤が確立された。
1922年に、春日部に薬用植物栽培試験場が設けられ、試植研究等が開始された。1938年に厚生省の発足に伴い、厚生省の所管となった。1946年に、戦災により被災した神田和泉町から世田谷区の旧陸軍衛生材料廠跡地に移転し、1949年に、国立衛生試験所と改称され、大阪衛生試験所は大阪支所となった。
1978年には毒性部、薬理部、病理部、変異原性部（のち変異遺伝部に改称）の4部からなる安全性生物試験研究センターが設置され、近代的かつ大規模の動物実験施設と共に、日本における安全性試験研究の中心的役割を果たす責務が課せられることとなった。1980年に、春日部の薬用植物栽培試験場が筑波に移設され、筑波薬用植物栽培試験場となり、内容の強化とともに、北海道、伊豆、和歌山及び種子島の各試験場との研究連絡をはかる体制が確立した。

### 設立
1997年、厚生省の機関だった国立衛生試験所が改組され、国立医薬品食品衛生研究所が設立された。
国立衛生試験所と同様、医薬品・食品の安全性の試験研究業務を担うとともに、新たに医薬品の承認・審査業務が附加された。それにともなって医薬品医療機器審査センター（東京都港区虎ノ門）が新設された。
2001年に行われた中央省庁再編にともない、厚生省は労働省と統合され厚生労働省となり、国立医薬品食品衛生研究所は同省の施設等機関として位置づけられた。

### 組織再編と移転計画
2002年には厚生労働省の施設等機関の再編の一環として、国立感染症研究所、国立公衆衛生院（現在の国立保健医療科学院）からの一部組織移管などにより組織形態の見直しを行い、遺伝子細胞医薬部、食品衛生管理部、医薬安全科学部が新設され、伊豆薬用植物栽培試験場が廃止された。2003年、化学物質情報部が安全情報部に改組された。
2005年には機能の一部が独立行政法人に移管されることとなった。医薬品等の承認審査業務を行っていた医薬品医療機器審査センターは独立行政法人医薬品医療機器総合機構に、細胞バンク部門、大阪支所（支所長のもとに、庶務課・薬品試験部・食品試験部・生物試験部の一課三部が置かれていた）、全国4ヶ所の薬用植物栽培試験場は独立行政法人医薬基盤研究所に、それぞれ移管された。
2010年の組織改編で、一部所掌の見直しが行われ、療品部が医療機器部に、生活環境化学部が生活衛生科学部に改称された。
当初、東京都府中市への移転が1989年8月に決定されていたが、府中基地跡地に係る都市計画等の手続きの見通しがたたなくなったこと等から、その実現は困難な状況となっていた。その後、神奈川県川崎市より誘致を受け、京浜臨海部ライフイノベーション国際戦略総合特区内の「川崎区殿町3丁目地区（キングスカイフロント）」への移転を発表、2017年9月から2018年1月にかけて部署単位で順次移転を行った。同年3月2日に開所式が行われ、正式に移転が完了した。

## 不祥事
1983年9月、薬品部長（当時）である江島昭が贈収賄容疑により逮捕された。
2008年12月、薬理部長（当時）である中澤憲一が地下鉄内での盗撮により、東京都迷惑防止条例違反で現行犯逮捕された。。
2013年8月、国から交付された研究費を巡り、元部長ら6人が業者との架空取引で計784万円を不正にプールしていたと発表した。6人は2007年10月～10年4月、東京都目黒区の業者に物品を計24回発注したように装い、業者に金をプールしていた。経理書類が廃棄された06年度以前にも、業者に1229万円が不正に預けられた疑いもあるという。会計検査院から元部長等の預け金が不適正経理として公表され、外部調査委員会を設置して調べていた。
2015年6月、所内パソコンがマルウェアに感染していたことが判明した。

## 組織
- 総務部
- 薬品部
- 生物薬品部
- 生薬部
- 再生・細胞医療製品部
- 医療機器部
- 生活衛生化学部
- 食品部
- 食品添加物部
- 食品衛生管理部
- 衛生微生物部
- 有機化学部
- 生化学部
- 安全情報部
- 医薬安全科学部

（安全性生物試験研究センター）
- 毒性部
- 薬理部
- 病理部
- 変異遺伝部
- 安全性予測評価部

## 歴代所長
（心得、事務取扱を含む）
- 永松東海 1875年3月～1876年1月
- 柴田承桂 1876年2月～1876年5月
- 島田泰夫 1876年5月～1881年4月
- 辻岡精輔 1881年4月～1884年5月
- 後藤新平 1884年5月～1885年7月
- 長井長義 1885年7月～1886年10月
- 田原良純 1886年11月～1891年4月, 1895年7月～1922年3月
- 中浜東一郎 1891年4月～1894年11月
- 西崎弘太郎 1922年3月～1932年3月
- 衣笠豊 1932年3月～1941年7月
- 松尾仁 1941年7月～1948年9月
- 近藤龍 1948年9月～1953年3月
- 田中穣 1953年3月～1953年5月
- 刈米達夫 1953年5月～1965年12月
- 石館守三 1965年12月～1970年11月
- 川城巌 1970年11月～1976年11月
- 下村盂 1976年11月～1984年4月
- 鈴木郁生 1984年4月～1987年3月
- 谷村顕雄 1987年4月～1991年2月
- 内山充 1991年2月～1995年3月
- 寺尾允男 1995年4月～2000年3月
- 首藤紘一 2000年4月～2002年3月
- 長尾拓 2002年4月～2006年6月
- 外口崇 2006年7月～2006年8月
- 西島正弘 2006年9月～2011年3月
- 大野泰雄 2011年4月～2013年3月
- 川西徹 2013年4月～2018年3月
- 奥田晴宏 2018年3月～2020年3月
- 合田幸広 2020年3月～2023年3月
- 本間正充 2023年3月～

## 関係者
- アントン・ヨハネス・ゲールツ
- 石館守三
- 畝山智香子
- 小田嶋成和
- 黒川雄二
- 合田幸広
- 後藤新平
- 柴田承桂
- 田原良純
- 戸部満寿夫
- 豊岡利正
- 長井長義
- 中澤憲一
- 中嶋圓
- 長與專齋
- 長谷川隆一
- 八田貞義
- 米谷民雄
- 山本美智子
- ヨハン・エイクマン